# Microhasarius
Genre
Microhasarius est un genre d'araignées aranéomorphes de la famille des Salticidae.

## Distribution
Les espèces de ce genre se rencontrent à Java et à Bornéo.

## Liste des espèces
Selon World Spider Catalog (version 18.0, 25/04/2017) :
- Microhasarius animosus Peckham & Peckham, 1907
- Microhasarius pauperculus Simon, 1902

## Publication originale
- Simon, 1902 : Description d'arachnides nouveaux de la famille des Salticidae (Attidae) (suite). Annales de la Société Entomologique de Belgique, vol. 46, p. 24-56 & 363-406 (texte intégral).